# Daxiatitan
Daxiatitan is een geslacht van sauropode dinosauriërs behorend tot de groep van de Titanosauria dat tijdens het vroege Krijt leefde in het gebied van het huidige China.
De typesoort Daxiatitan binglingi is in 2008 beschreven en benoemd door You. De geslachtsnaam verwijst naar Daxia, wat zowel een zijrivier is, de Daxia, van de Gele Rivier, als het mythische Koninkrijk van het Westen, Daxia of Ta-Hsia dat later vereenzelvigd werd met Bactrië en naar Titaan, Klassiek Grieks voor "gigant", gezien de plaatsing binnen de titanosauriërs. De soortaanduiding verwijst naar de Bingling-tempel, een beroemd Boeddhistisch tempelgrottencomplex in de noordwestelijke provincie Gansu; "bingling" is Tibetaans voor "duizend Boeddha's".
Het fossiel, holotype GSLTZP03-001,  werd aangetroffen in de Hekou-groep van het Lanzhou-bassin, (Valanginien, ongeveer 135 miljoen jaar oud), dat in Gansu gelegen is, en bestaat uit de tien achterste nekwervels, tien ruggenwervels, twee staartwervels, een rechterschouderblad, een rechter ravenbeksbeen, ribben en een rechterdijbeen.
Daxiatitan heeft als autapomorfie, unieke afgeleide eigenschap, het bezit van een dijbeen waarvan het onderste deel zo gebogen is dat de benen een vrij sterke spreidstand vertoonden,  meer dan bij enige andere bekende sauropode. De beschrijvers verwerpen de hypothese dat deze vorm van het dijbeen een gevolg is van latere vervorming in de aardlaag. De nekwervels van Daxiatitan zijn uitzonderlijk lang. Volgens een kladistische analyse heeft Daxiatitan een basale positie binnen de Titanosauria.
Daxiatitan is een reusachtige planteneter met een geschatte lengte van dertig meter, de grootste dinosauriër die in China tot 2008 was aangetroffen.